# لیبرتی لیک (واشینگتن)
لیبرتی لیک (به انگلیسی: Liberty Lake) شهری در شهرستان اسپوکین ایالت واشنگتن است که در سرشماری سال ۲۰۱۰ میلادی، ۷۵۹۱ نفر جمعیت داشته است. 